# Zęby lemieszowe (płazy)
Zęby lemieszowe – zęby występujące u części płazów, położone na kościach lemieszowych będących parzystymi kośćmi podniebienia. Używane są do przytrzymywania ofiary, a nie do żucia czy rozrywania.